# Glochidion chlamydogyne
Glochidion chlamydogyne är en emblikaväxtart som beskrevs av Airy Shaw. Glochidion chlamydogyne ingår i släktet Glochidion och familjen emblikaväxter.
Artens utbredningsområde är Papua Nya Guinea. Inga underarter finns listade i Catalogue of Life.